# Братя Бъкстон (булевард в София)
„Братя Бъкстон“ е булевард в София.
Започва от квартал Красно село, където се отделя от бул. Цар Борис III. Прекосява квартал Бъкстон, минавайки покрай Националната служба по зърната, и напускайки квартала, излиза на Околовръстния път.
Името е свързано с англичаните Ноел и Чарлз Бъкстон, развивали активна политическа дейност в началото на 20 век, когато България решава националния си въпрос.
През 2012 г. е извършен частичен ремонт на булеварда, който включва велоалеи, тролейбусна мрежа, канализация и др.